# Was sind Kateküle
Kateküle ist ein regionaler Begriff, der hauptsächlich in Ostfriesland verwendet wird. Er bezeichnet eine bestimmte Art von Pflanzen, die in feuchten Gebieten, insbesondere in Marschland und an Gräben, wächst.
Mit "Kateküle" sind Schilfrohr (Phragmites australis) oder Rohrkolben (Typha) gemeint.
1. ↑  ‎Gemini - Was sind Katechole? Erklärung. Abgerufen am 16. August 2025.